# Mária Vraniaková
Mária Vraniaková (26. září 1909 – 20. února 1984) byla slovenská a československá politička Komunistické strany Československa a poúnorová poslankyně Národního shromáždění ČSR a Národního shromáždění ČSSR.

## Biografie
Ve volbách roku 1954 byla zvolena za KSS do Národního shromáždění ve volebním obvodu Poprad. Mandát obhájila za KSS ve volbách v roce 1960 (nyní již jako poslankyně Národního shromáždění ČSSR za Východoslovenský kraj). V parlamentu setrvala až do konce funkčního období, tedy do voleb roku 1964.
K roku 1954 se profesně uvádí jako vychovatelka v podniku Tatrasvit. V letech 1957-1958 se uvádí členka Ústřední revizní komise Komunistické strany Slovenska.